# Moreomaoto
Moreomaoto est une ville du Botswana.